# Cerreto Sannita
Cerreto Sannita község (comune) Olaszország Campania régiójában, Benevento megyében.

## Fekvése
A megye északnyugati részén fekszik, 60 km-re északkeletre Nápolytól, 25 km-re északnyugatra a megyeszékhelytől. Határai: Cusano Mutri, Guardia Sanframondi, Morcone, Pietraroja, Pontelandolfo, San Lorenzello és San Lupo.

## Története
Valószínűleg az ókori Comium Cerritum helyén épült ki, amelyről Titus Livius is említést tesz írásaiban. A mai település neve írásos dokumentumokban először a 10. században jelent meg. A következő századokban nemesi birtok volt. A 19. században nyerte el önállóságát, amikor a Nápolyi Királyságban felszámolták a feudalizmust.

## Népessége
A népesség számának alakulása:

## Főbb látnivalói
- San Martino-templom
- Santa Maria della Libera-templom
- katedrális